# Ахберділ Мухаммед
Ахберділ Мухаммед, (ав. Ахбердилав МухІаммад, вірм. Աղբերդյան Մուհամեդ, Ахбердян Мухаммед, чеч. Ахьвердин Махьма) (1803 — 18 червня 1843) — генерал і мудір імама Шаміля. Найближчий сподвижник двох попередніх імамів Дагестану Газі-Мухаммада та Гамзат-бека. Ще за життя Шаміля було оголошено одним із його наступником. Був одним із найвпливовіших людей в Імаматі. Після поразки при Ахульго в 1839 перебрався в Малу Чечню, де жив у свого кунака і друга наїба Іси, і разом вони ходили в набіги. За однією з версій, за походженням — аварець, за іншою версією, вірменин прийняв іслам.

## Походження та ранні роки
Народився на початку ХІХ століття в аварському аулі Хунзах. За національністю аварець, що зазначено в деяких джерелах. За іншою версією, вірменин прийняв іслам. Про його дитинство та юність відомо небагато. В Аварії його називали Ахберділ Мухаммад чи Ахберділав, у російських джерелах ХІХ століття він відомий як Ахберди Магома. За іншими джерелами син племінника прозеліта-мусульманина, із вірмен. За характеристикою Н. Ф. Дубровіна, вирізнявся розумом і справедливістю.
Ахберділ здобув чудову освіту, вільно володів аварською, арабською, чеченською та кумицькою мовами. Він навчався у таких відомих богословів як Саїд Араканський, Лачінілав із Харіколо, пізніше в першого імама Газі-Мухаммада .
Із зародженням на Кавказі мюридизм став затятим його послідовником. Проповіді першого імама Дагестану та Чечні Газі-Мухаммада вплинули на нього. Ахберділ Мухаммед долучився до руху першого імама, після його загибелі був серед прихильників другого імама Гамзат-бека.

## Мудір імама Шаміля
Популярність до нього прийшла в період Шаміля, за якого його було призначено мудіром Малої Чечні, найбільшою за чисельністю та територією. Хайдарбек Генічутлінський писав:
«Шаміль призначив своїм намісником в одній з областей аварця (аль-аварі), що для тих місць є мухаджіром — Мухаммада сина Ахберді-набожного вченого, активного борця за віру, помічника справі релігії, нищівника невірних і мунафіків, опору Імама, вірного слугу Імама.

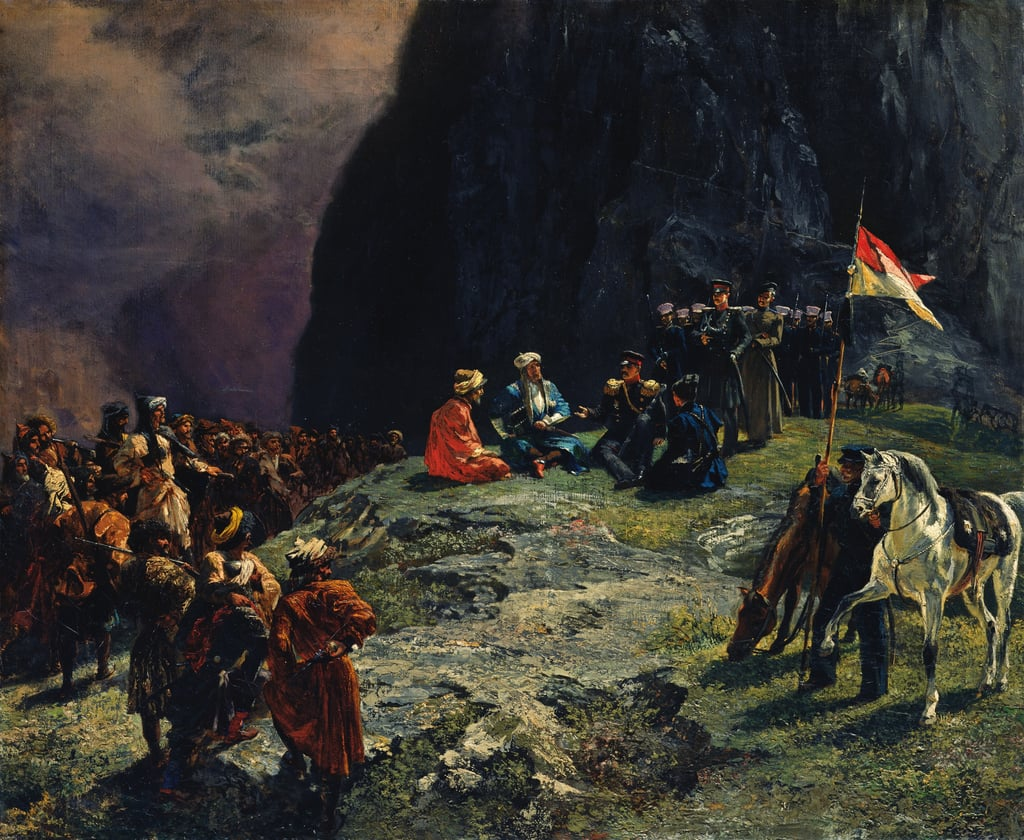
Побачення генерала Клюкі-фон-Клюгенау з Шамілем. Мухаммад сидить між ними в центрі.

Горяни цікавилися в Шаміля, звідки в нього стільки довіри до людини „з боку“ (тобто вірменина за походженням). Шаміль вказував на безліч його позитивних якостей.
У 1837 році Ахберділ Мухаммед був присутній на зустрічі з російським генералом Клюгенау, де між ними сталася незначна сварка. Річ у тім, що після переговорів наїб встав між Шамілем і генералом, який запропонував імаму руку, цим перешкоджаючи можливому рукостисканню. У відповідь Клюгенау махнув милицею убік наїба, потім той вихопив кинджал. У цей момент Шаміль упіймав генеральську милицю і заступився за наїба, висловивши проти Клюгенау свій гнів. Завдяки втручанню штабс-капітана Євдокимова конфлікт ледве загасили. Мухаммед пояснив свою поведінку тим, що „володарю правовірних не слід тиснути руку колонізаторам“.
За два роки Ахберділ Мухаммед брав активну участь у захисті фортеці Ахульго влітку 1839 року. Він прибув туди на допомогу імаму Шамілю зі своїм загоном, сформованим з аварців та чеченців. Талант Ахберділ Мухаммеда як умілого воєначальника особливо виявився, коли він став наїбом Малої Чечні. Донесення тих років свідчать, що Чечня під керівництвом Ахберділ Мухаммеда безперервно завдавала ударів царським військам. У 1840 Ахберділ Мухаммед, талановитий полководець, був зведений у чин мудіра (рівноцінний звання генерала). 5 травня 1840 року його загін завдав поразки російським військам біля села Ачхой. 11 жовтня Мухаммед здійснив набіг на Моздок. Під час набігу в полон до нього потрапила вірменка, дочка моздокського купця-мільйонника Улуханова — Ганна. Улуханов неодноразово намагався викупити свою дочку в Ахберділа за величезний викуп, закликаючи при цьому „до милосердя і вірменського походження самого Ахверділава“, проте останній щоразу відповідав, що „долю Анни може вирішити лише сам імам“. Згодом Анна, після прийняття ісламу, стала дружиною Шаміля. У липні 1840 року Ахберділ командував горцями у битві на річці Валерик. У травні наступного року його загін знищив Олександрівське військове поселення в Малій Кабарді на Військово-Грузинській дорозі. У 1842 році взяв участь в обороні Кумуха. Разом із Хаджі-Муратом брав участь у битві при аулі Кулі проти Аргутинського. У червні 1843 року Мухаммед здійснив свій останній похід до Хевсуретії.

Царське командування пильно стежило за зростанням впливу чеченського наїба Ахберділ Мухаммеда. Воно усвідомлювало, що це не колишній запальний „хунзахський абрек“, а „видатний воєначальник та адміністратор“, авторитет для горян. 29 січня 1841 року Є. О. Головін відправив секретний розпорядження П. Х. Граббе, у якому пропонував виділити 2 тисячі рублів сріблом „на винищення Ахберди Магоми, а виконання справи цього… покласти на генерал-майора Ольшевського“.
„Нема сумніву, що через знищення цього заповзятливого сподвижника Шаміля, ми позбулися б однієї з найнебезпечніших його знарядь, і заспокоєння Чечні було б тоді справою набагато менш скрутною“.
Ось як характеризує його генерал Є. О. Головін у листі до військового міністра О. І. Чернишова від 28 серпня 1842:
„Шаміль під назвою імама вважається головою та духовним володарем. Першим після нього визнається Ахверди-Магома, який має заступити на його місце у разі його смерті“.
Ахберділав виявив себе як умілий управлінець, провівши низку реформ. Зокрема заборонив відрубувати голови вбитим ворогам, зменшив розмір податей, для найбіднішого прошарку населення, а потім і зовсім їх скасував тощо. Ахберділ Мухаммед — один із п'яти наїбів, які мали звання генерала. За зізнаннями сучасників, був другою людиною в Імаматі після Шаміля. Передбачалося, що він займе місце імама в разі загибелі Шаміля. Сам Шаміль про нього говорив:
„Немає іншого сміливця як Ахберділ Мухаммад, і гостріше шаблі, ніж його шабля“.
В усних переказах горян відзначалась шляхетність Ахберділа. Так, після одного з боєзіткнень, він розпорядився підібрати тіла загиблих російських солдатів і вночі відправити „відважних воїнів“ до російського табору за священиком, щоб той звершив християнський обряд перед їхнім похованням. При цьому ховали російських солдатів самі горяни.

### Загибель
Будучи наїбом у Малій Чечні, Ахберділ Мухаммед мав величезну повагу серед чеченців. Ахберділава було поховано в селищі Гуш-Керт нинішнього Шатоївського району Чечні.

За повідомленням приставу гірських народів князя Авалішвілі, Ахберділ Мухаммед 12 червня 1843 року поблизу села Шатілі (Хевсуретія, у верхів'ях річки Аргун) був „важко поранений у спину вище лопатки кулею, яка залишилася у нього всередині“. За хевсурськими переказами, Ахберділ Мухаммеда виманив ніби на переговори і завдав йому смертельної рани молодий шатілець, який поклявся помститися за загибель своїх близьких від шашок мюридів. Ахберділ Мухаммед зумів завдати йому смертельної рани, відступив у гори, взявши полонених і забравши велику кількість худоби. За іншою версією, Ахберділ Мухаммеда вбив горець на ім'я Чванта, підкуплений шатильськими старшинами. 18 червня 1843 року Ахберділ Мухаммед помер. Наступного дня начальник лівого флангу Кавказької лінії генерал-майор К.Фрейтаг доповіда О. І. Нейдгардту: «Смерть Ахверди Магоми має сильний вплив на чеченців, і вони занепали духом». Імам Шаміль втратив в особі Ахберділ Мухаммеда вірного сподвижника, видатного воєначальника, вмілого чесного адміністратора, наступника. Його поважали навіть супротивники. Генерал І. Гагарін писав: «У Малій Чечні він (Шаміль) у наїби призначив Ахверді Магому, набігами своїми страшного всьому Тереку, але доброї і благородної людини. У всіх важливих випадках цей хоробрий воїн був правою рукою Шаміля». На смерть Ахберділ Мухаммеда скорботно відгукнувся відомий російський революціонер П. М. Ткачов: 
|  | Ещё одним их меньше стало, Убыл ещё из их кружка! ... На этот раз судьба избрала Свободы лучшего бойца |

## У переказах, легендах та епічних традиціях
За аварським переказом, нібито російський імператор запитав у Шаміля: „Хто в тебе був із тих, хто найбільше тішив твоє серце?“ Шаміль відповів: „Хіріясул Алібек і Ахберділ Магома“. „А в чому виражався їхній подвиг?“ Найменший подвиг був той, що снаряд ворога, готовий розірватися біля моїх горців-воїнів, вони відкидали геть, випереджаючи один одного, не замислюючись про смертельну небезпеку». Тут для характеристики героїчних наїбів використовується стійкий фольклорний прийом — захоплена оцінка імама Шаміля своїми сподвижниками, насправді дуже стриманого та скупого на похвалу.
Переказ "Бідолашний, що ти тут робиш? також побудовано на мотиві випробування героя. І в ньому обігрується залізна витримка Ахберділ Мухаммеда, яка вражає навіть таких неординарних особистостей, як легендарний Хаджі-Мурат. Розповідають, що якось на Гунібській горі, коли Ахберділ Мухаммед молився в печері, злостивець запустив до нього змію, і вона вилізла йому на плече. Ахберділ Мухаммед погладив її і промовив: «Бідолаха, що ти тут робиш?» Тоді, кажуть, Хаджі-Мурат сказав: «Сталлю, мабуть, залито його серце!»
За переказом «Наїб без пальця», наїб Ахберділ Мухаммед зустрів у Чечні біля джерела дівчину чарівної краси. Мотив «зустрічі юнака та дівчини біля джерела» має символічний знак створення сім'ї. Цей мотив, особливо притаманний поетичним (весільним) творам і чарівним казкам, перетворюється пізніше й у перекази. Тут чеченець, супутник Ахберділ Мухаммеда, який ідеально виконує роль другої особи, друга героя, не роздумуючи, поступається йому своєю нареченою. На другий же день Ахберділ Мухаммед поїхав із засватаною нареченою з Чечні. Друг чеченець провів їх до самого кордону. Раніше в Дагестані, кажуть, був звичай: де б горець не взяв дівчину за дружину, він не мав права доторкнутися до неї, доки не зіграє весілля у своєму будинку. Тому Ахберділ Мухаммед їхав верхи на коні, а його майбутня дружина — у фаетоні. Під час привалу наїб заглянув у фаетон і побачив там сміливу дівчину. Йому здалося, що вона глузує з нього. Розлютившись на неї, торкнувшись пальцем її спини, він запитав: «Ти чому смієшся з мене?» Дівчина відповіла, що вона досі плакала, у неї від сліз висохли очі, тепер вона почала сміятися. Потім вона розповіла наїбу, що днями з нею повинен був одружитися чеченець, друг наїба, якого вона дуже любить. Ахберділ Мухаммед відразу відрізав палець зі словами: «Мені ні до чого палець, що доторкнувся до нареченої друга». Вони поскакали назад до Чечні і, як належить ідеальному герою, він одружив друга з його нареченою. Можливо, таким чином дається фольклорне піднесено-романтичне пояснення, чому Ахберділ Мухаммеда називали в народі «Килиш гьечІев наиб» (ав. «Наиб без пальца»). І за переказом «Як Ахберділ Мухаммед одружив Хаджі-Мурата», Ахберділ Мухаммед також постає як ідеальний, шляхетний герой, який поважає як почуття своєї нареченої — красуні Сану, так і друга — Хаджі-Мурата. Він говорить йому: «Сану більше підходить тобі, одружуйся з нею, я благословляю вас».
Як встановив Ю. У. Дадаєв, основою переказу «Наїб без пальця» і поеми Расула Гамзатова «Чотирипала рука» лягли справжні події. Не випадково ж Ахберділ Мухаммед і його друг і соратник чеченець Батуко з Шатоя поховані поруч. «Найдивовижнішим і найприємнішим для нас було те, — пише Ю. У. Дадаєв, — що за могилами двох друзів — шамілівських наїбів ось уже понад 60 років доглядає праправнук Батуко, 93-річний ветеран війни та праці Ахтаєв Жунід, який мешкає у селищі Гушкорт, прямо перед цвинтарем, де поховані Ахберділ Мухаммад, Батуко та їхні нащадки».
Водночас у народному сприйнятті образ Ахберділ Мухаммеда багатогранний. У переказах висвітлено й такі риси, як віротерпимість, шляхетність, що відбивають ісламські моральні поняття горян. Вони знайшли своєрідне вираження у переказі «Скасування жорсткого звичаю». Розповідають, що під час Кавказької війни серед окремих горян та козаків був жорстокий звичай обезголовлення вбитих ворогів для отримання винагороди. Цей звичай припинив існувати після випадку, який мав місце в Чечні. Якось після бою на полі бою залишилися тіла вбитих росіян. Ахберділ Мухаммед відправив уночі відважних воїнів до російського табору за священиком для того, щоб він здійснив християнський похоронний обряд над убитими російськими солдатами перед похованням їхніми горцями. Повернувшись назад, священик розповів своїм про шляхетний вчинок ватажка горян. Вражені росіяни поклялися, що відтепер і вони не обезголовлюватимуть убитих горян.
Релігійне милосердя сприймається за канонами ісламу як прояв моральності, як толерантність до іншої релігії. Тут узагальнено-ідеалізований герой Ахберділ Мухаммед постає як глибоко віруюча людина, яка виявляє повагу до представника іншого віросповідання. У цьому переказі зображені реальні події, що відбулися після бою в Гехінському лісі (Чечня), після цієї битви Ахберділ Мухаммед заборонив своїм воїнам відрубувати голови вбитим росіянам.

## У літературі та кіно
Расул Гамзатов присвятив йому твір «Чотирипала рука», розповідаючи в ньому про вищезазначений випадок.
Из Хунзаха родом он —

Доблестный Ахбердилав,

Имя чьё, как сабли звон,

Благозвучно для вершин.

 Перша строфа твору
У квітні 2014 року телеканал «Спадщина» випустив документальний фільм «Ахберділ Мухаммад — наступник Імама Шаміля», який розповідає про життя та діяльність наїба.